# Linda Freeland

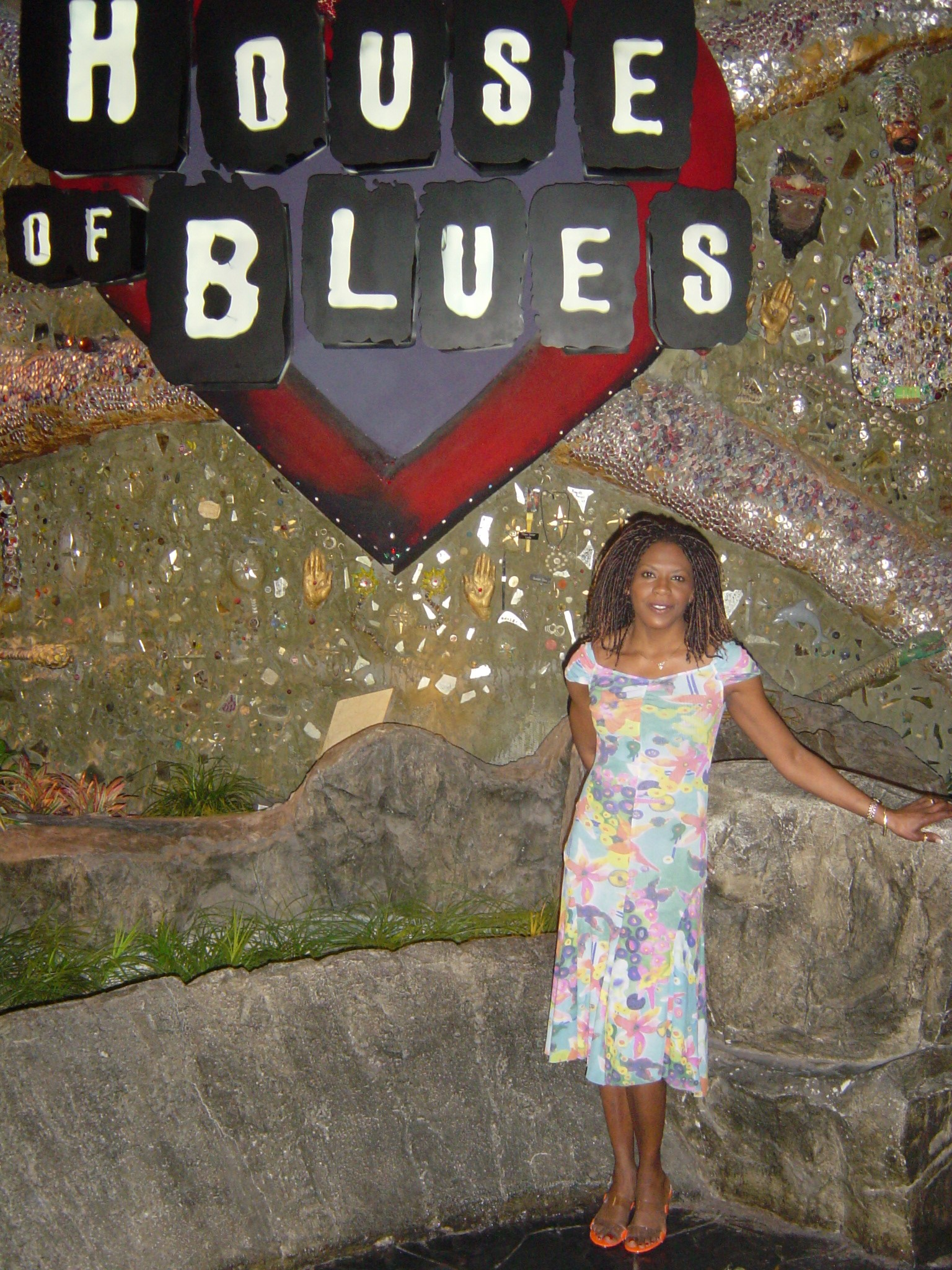
Linda Freeland

Linda Freeland (* 19. Oktober 1967 in Queens, New York) ist eine US-amerikanische Soul-, House und Gospelsängerin.

## Werdegang
Aufgewachsen als Kind einer Musikerfamilie, sang sie im Vorschulalter in der Kirche ihrer Gemeinde in Queens Gospels und Spirituals. Im Erwachsenenalter übersiedelte sie nach Auftritten auf amerikanischen Bühnen mit der Band Bakerstreet nach Deutschland und arbeitete als Studio- und Live-Sängerin.
In Europa sang sie bei den Dance-Produktionen „Hot Stuff“ (House Charts Italien Peak 46, Dance Charts Polen Peak 7) und „Deeper Love“ (Deutsche Dance Charts Peak 32) und hatte eine Studio-Mitwirkung bei der Gruppe „Rappers against racism“ und deren Hit „I want to know what love is“ (Media Control Charts Deutschland Peak 18).
2008 produzierte Mike Staab ihre Single „If you want my Love“, die geplante Albumproduktion konnte wegen des plötzlichen Todes Staabs nicht vollendet werden. Tourneen mit Gospelgruppen führten sie neben Deutschland nach Polen, Spanien, Benelux, sowie in die Schweiz.
Im August 2015 erschien ihre Maxi-Single „Smooth Operator“, die sich in den Deutschen DJ-Charts DDJC(Peak 22), Deutschen Dance Charts DDC (Peak 48), der Deutschen DJ-Playlist DDP (Peak 28), den deutschen DANCE 50 (Peak 23) und den deutschen 44House-Charts (Peak 10) platzieren konnte.
Im August 2016 erschien ihre neue Maxi-Single „Tell it To my Heart“.
Freeland lebt bei Frankfurt am Main und arbeitet als Live- und Studiosängerin.

## Familie
Linda Freeland ist die Cousine der US-amerikanischen House-Sängerin Adeva.

## Diskographie

### Singles
- 1998: Aquarius
- 1999: Going back to my Roots
- 2000: Heaven knows
- 2003: Hot Stuff (PL #7, I #46)
- 2005: Deeper Love (D #32)
- 2008: If You want my Love – Pop Mixes
- 2008: If You want my Love – Dance Mixes
- 2012: Aquarius 2012
- 2015: Smooth Operator
- 2016: Tell it To My Heart

### Compilations
- 1998: Max Dance Power – ZYX Records
- 2000: Ultimate Zyx Mix – ZYX Records
- 2001: Hip Hop  Rotation – ZYX Records
- 2002: Hip Hop Megamix Vol.2 – ZYX Records
- 2003: Do it again Vol. 5 – ZYX Records
- 2004: X-tremely Fun – ZYX Records
- 2005: DJ Selection Vol 46 – DoitYourself Italy
- 2005: Papeetee Beach Compilation Vol. 3  – Italy
- 2006: Sir Colin Graffiti – TBA/Oxa, CH
- 2007: Double House Vol. 6 – Oxa, CH
- 2007: Galactic Songs – Football Music
- 2008: Scream & Shout – move-ya
- 2016: In the Mix Vol.12 - Nostrum/Enrico Ostendorf